# Sinarachna tropica
Sinarachna tropica är en stekelart som först beskrevs av Morley 1912.  Sinarachna tropica ingår i släktet Sinarachna och familjen brokparasitsteklar. Inga underarter finns listade i Catalogue of Life.